# Ariadne alternus
Ariadne alternus är en fjärilsart som beskrevs av Moore 1878. Ariadne alternus ingår i släktet Ariadne och familjen praktfjärilar. Inga underarter finns listade i Catalogue of Life.